# Acanthepeira stellata
La araña tejedora espalda de estrella (Acanthepeira stellata) es un arácnido de la familia Araneidae, del orden Araneae. Esta especie fue descrita por Walckenaer en 1805. El nombre específico stellata deriva de la palabra en latín para “estrella” (stella), y se refiere a la forma de estrella del opistosoma.

## Descripción
La araña tejedora espalda de estrella es llamada así debido a su característico opistosoma ornamentado con varias puntas debido a la presencia de varios tubérculos en la zona dorsal. Existe una variación de tamaño entre las poblaciones de diferentes localidades, siendo de talla más pequeña aquellos encontrados en las localidades al norte del continente y más grandes las halladas en el sur. A menudo, los especímenes del sur son más oscuros con una línea clara entre las jorobas laterales anteriores, esta línea bordea un área que es más oscura en la parte anterior y más clara en la parte posterior. Algunos especímenes presentan el «escapo» del epiginio de forma recta en lugar de rizada y relativamente largo, casi tan largo como el ancho de la base del epiginio, los machos presentan constantemente un tubérculo en la coxa IV y tiene las bases de las macrosetas en la superficie retrolateral del fémur IV del mismo tamaño. Esta es la única especie del género Acanthepeira presente en la mayor parte de su área de distribución.

## Distribución y hábitat
Esta especie se distribuye desde Canadá, hasta el sur de México. Es de ambiente terrestre y las podemos encontrar comúnmente en arbustos bajos, malezas y hierba, así como en árboles de tamaño medio y en campos de cultivo de árboles frutales. Se les puede observar en sus telarañas durante el día.

## Estado de conservación
No se encuentra dentro de ninguna categoría de riesgo en las normas nacionales o internacionales.